# Cisticola aridulus
El cistícola del Kalahari (Cisticola aridulus) es una especie de ave paseriforme de la familia Cisticolidae propia del África subsahariana. 

## Distribución y hábitat
Se encuentra distribuido por las sahanas, y zonas de matorral semiáridas del África subsahariana, estando por ello de los bosques de África central y occidental.